# SN 2010hq
SN 2010hq – supernowa typu II-P odkryta 8 września 2010 roku w galaktyce UGC 3691. W momencie odkrycia miała maksymalną jasność 15,20m.